# Seocheon-eup
Seocheon-eup (koreanska: 서천읍)  är en socken  i provinsen Södra Chungcheong i Sydkorea, 170 km söder om huvudstaden Seoul. Det är den största orten tillika administrativ huvudort i  kommunen Seocheon-gun. 